# Dysmachus fraudator
Dysmachus fraudator là một loài ruồi trong họ Asilidae. Dysmachus fraudator được Lehr miêu tả năm 1966. Loài này phân bố ở vùng Cổ Bắc giới.